# Léopold Eyharts
Léopold Eyharts (ur. 28 kwietnia 1957 w Biarritz we Francji) – generał brygady lotnictwa, astronauta francuski oraz Europejskiej Agencji Kosmicznej.

## Wykształcenie oraz służba wojskowa
- 1977 – wstąpił do Francuskiej Wojskowej Akademii Lotniczej w Salon-de-Provence (Francja). Ukończył ją dwa lata później z dyplomem inżyniera.
- 1980 – w Tours zdobył kwalifikacje pilota myśliwskiego i rozpoczął służbę w bazie lotniczej Istres, gdzie latał na samolotach Jaguar.
- 1985 – został przeniesiony na stanowisko dowódcy eskadry do bazy Saint-Dizier. Brał udział w operacjach w Afryce oraz ćwiczeniach w Stanach Zjednoczonych.
- 1987–1990 – przeszedł kurs dla pilotów w École du personnel navigant d’essais et de réception – EPNER w Istres i został pilotem doświadczalnym. Później rozpoczął pracę w Lotniczym Centrum Badawczym w Brétigny-sur-Orge niedaleko Paryża. Brał udział w testowaniu samolotów zarówno cywilnych, jak i wojskowych m.in. Mirage 2000, Dassault/Dornier Alpha Jet, Mirage III, Sud Aviation Caravelle i Transall C-160. W 1990 został głównym pilotem doświadczalnym.

W sumie na ponad 50 typach samolotów wylatał około 3800 godzin.

## Kariera astronauty
- 1985 – brał udział w drugim naborze astronautów jaki przeprowadzała francuska agencja kosmiczna CNES (Centre National d'Études Spatiales), ale bez powodzenia.
- 1990 – 30 lipca został wybrany do korpusu astronautów CNES. Razem z nim przyjęci zostali: Jean-Marc Gasparini, Philippe Perrin i Benoit Silve. Brał udział w pracach nad europejskim wahadłowcem o nazwie Hermes. Razem z Benoit Silve tworzył jedną z umownych załóg szkolonych do tego programu.
- 1991–1992 – bezskutecznie starał się dostać do korpusu astronautów ESA. Z Francji przyjęty został wówczas Jean-François Clervoy. W 1992 jako pilot doświadczalny oraz inżynier ESA został odpowiedzialnym za program Caravelle Zero-G (loty po trajektorii parabolicznej z uzyskaniem stanu nieważkości). Później pilotował samolot Airbus A300, który zastąpił przestarzałą Caravelle.
- 1993 – przez dwa tygodnie w Centrum Wyszkolenia Kosmonautów im. J. Gagarina brał udział w treningach w ramach programu Buran. Odbył loty na symulatorze wahadłowca – przystosowanym do tego celu samolocie Tu-154. Podobne 6-tygodniowe szkolenie przeszedł w 1991.
- 1994–1996 – przygotowywał się do rosyjsko-francuskiego załogowego lotu w kosmos. W lipcu 1994 został włączony do załogi rezerwowej projektu o kryptonimie CASSIOPEE. W załodze podstawowej znalazła się natomiast Claudie André-Deshays (obecnie Haignere). Od stycznia 1995 trenował wspólnie z Walerijem Korzunem i Aleksandrem Kaleri. Na początku sierpnia 1996 (15 dni przed zaplanowanym startem) zachorował dowódca załogi podstawowej Giennadij Manakow. W tej sytuacji rosyjscy kosmonauci z ekipy rezerwowej przeszli do pierwszego składu misji, a w rezerwie pozostał tylko Eyharts. Start Sojuza TM-24 nastąpił w sierpniu 1996.
- 1996–1998 – pod koniec 1996 został włączony do pierwszej załogi kolejnego rosyjsko-francuskiego lotu w kosmos (program Pégase), który miał dojść do skutku latem 1998 na statku kosmicznym Sojuz TM-26. W załodze tej znaleźli się również Anatolij Sołowjow oraz Pawieł Winogradow. Latem 1997 na skutek rozhermetyzowania modułu Spektr Eyharts został wycofany z podstawowej załogi, a jego lot przesunięto o około 6 miesięcy. Miał on miejsce na przełomie stycznia i lutego 1998. W 20-dniowy lot w kosmos wyruszył na pokładzie Sojuz TM-27 razem z Tałgatem Musabajewem oraz Nikołajem Budarinem.
- 1998 – w sierpniu został członkiem korpusu astronautów ESA, która skierowała go do JSC gdzie rozpoczął dwuletnie szkolenie razem z astronautami wybranymi do 17 grupy NASA. W grupie astronautów ESA znaleźli się również: Paolo Nespoli, Roberto Vittori i Hans Schlegel.
- 2001 – dalsze szkolenie kontynuował w USA, Japonii i w Europejskim Centrum Astronautów ESA. Poznawał budowę Międzynarodowej Stacji Kosmicznej oraz japońskiego modułu Kibō.
- 2004 – od października rozpoczął szkolenie do długotrwałego lotu kosmicznego w podmoskiewskim Centrum Wyszkolenia Kosmonautów oraz w Houston w Centrum Lotów Kosmicznych imienia Lyndona B. Johnsona.
- 2005 – w kwietniu został dublerem Thomasa Reitera, który przygotowywał się do półrocznego lotu na Międzynarodową Stację Kosmiczną w składzie 13 ekspedycji na ISS.
- 2006 – w sierpniu został włączony do podstawowego składu załogi misji STS-122 wahadłowca Atlantis oraz 16 ekspedycji na ISS.
- 2008 – 7 lutego poleciał promem Atlantis na stację ISS w ramach misji STS-122. Astronauta powrócił na Ziemię 27 marca 2008 na pokładzie wahadłowca Endeavour razem z załogą misji STS-123.

## Loty kosmiczne
- Sojuz TM-27

Léopold Eyharts po raz pierwszy poleciał w kosmos 29 stycznia 1998 jako kosmonauta-badacz podczas misji Sojuza TM-27. Razem z nim na pokładzie statku kosmicznego znajdowali się również: Tałgat Musabajew (dowódca) oraz Nikołaj Budarin (inżynier pokładowy). 31 stycznia Sojuz połączył się z kompleksem orbitalnym Mir, na pokładzie którego pracowali Anatolij Sołowjow i Pawieł Winogradow. Podczas pobytu na stacji trwającego do 19 lutego obie załogi realizowały badania i eksperymenty w ramach programu Pégase. Były to m.in. eksperymenty medyczno-biologiczne: „Physiolab” i „Cognilab” – badające wpływ lotu kosmicznego na organizm człowieka oraz techniczne: „Castor”, „Dynalab” i „Trellis”. Te ostatnie poświęcone były m.in. badaniom statycznych i dynamicznych właściwości konstrukcji zespołu orbitalnego. Astronauta francuski powrócił na Ziemię w kapsule statku Sojuz TM-26 razem z Sołowiowem i Winogradowem. Pojazd wylądował około 30 km od miasta Arkałyk w Kazachstanie.

## Odznaczenia i nagrody
- Kawaler Legii Honorowej (Chevalier Légion d’honneur)
- Order Narodowy Zasługi (Ordre National du Mérite)
- Srebrny Medal Obrony Narodowej (Médaille d’Argent de la Défense nationale)
- Medal Zamorski (Médaille d’Outre-Mer)
- Order Przyjaźni (Орден Дружбы, 1998, Rosja)
- Order Męstwa (Орден Мужества, 1998, Rosja)
- Medal „Za zasługi w podboju kosmosu” (Медаль «За заслуги в освоении космоса», 2011, Rosja)[1]
- Universal Astronaut Insignia za lot orbitalny (nr 373) – Stowarzyszenie Uczestników Lotów Kosmicznych (Association of Space Explorers(inne języki))[2]

## Wykaz lotów
| Loty kosmiczne, w których uczestniczył Léopold Eyharts                   | Loty kosmiczne, w których uczestniczył Léopold Eyharts | Loty kosmiczne, w których uczestniczył Léopold Eyharts | Loty kosmiczne, w których uczestniczył Léopold Eyharts | Loty kosmiczne, w których uczestniczył Léopold Eyharts | Loty kosmiczne, w których uczestniczył Léopold Eyharts | Loty kosmiczne, w których uczestniczył Léopold Eyharts |
| №                                                                        | Data startu                                            | Statek kosmiczny                                       | Data lądowania                                         | Statek kosmiczny                                       | Funkcja                                                | Czas trwania                                           |
| ------------------------------------------------------------------------ | ------------------------------------------------------ | ------------------------------------------------------ | ------------------------------------------------------ | ------------------------------------------------------ | ------------------------------------------------------ | ------------------------------------------------------ |
| 1                                                                        | 29 stycznia 1998                                       | Sojuz TM-27                                            | 19 lutego 1998                                         | Sojuz TM-26                                            | kosmonauta badacz                                      | 20 dni 16 godzin 36 minut i 48 sekund                  |
| 2                                                                        | 7 lutego 2008                                          | STS-122 Atlantis F-29                                  | 27 marca 2008                                          | STS-123 Endeavour F-21                                 | specjalista misji                                      | 48 dni 4 godziny 53 minuty i 38 sekund                 |
| Łączny czas spędzony w kosmosie – 68 dni 21 godzin 30 minut i 26 sekund. |                                                        |                                                        |                                                        |                                                        |                                                        |                                                        |